# European Synchrotron Radiation Facility

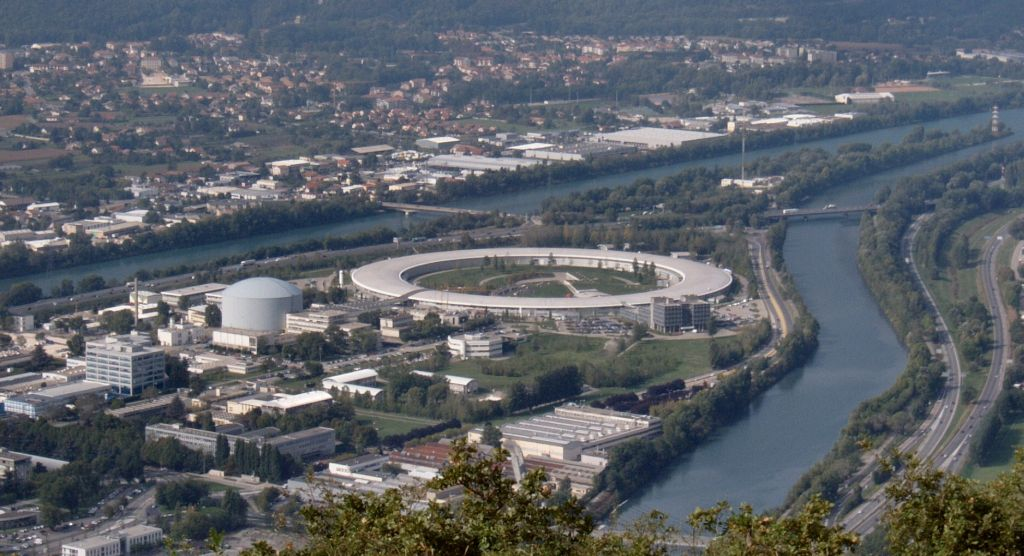
ESRF (rechts) en Institut Laue-Langevin. De ring van het synchrotron is duidelijk herkenbaar

De European Synchrotron Radiation Facility (ESRF) is een gemeenschappelijke onderzoeksfaciliteit die door achttien verschillende Europese landen wordt bekostigd. De ESRF is gevestigd in Grenoble, Frankrijk. Hier staat de krachtigste bron van synchrotronstraling van Europa, een elektronen-synchrotron met een energie van 6 GeV per elektron. Het instituut heeft een wereldwijde reputatie op het gebied van onderzoek met synchrotronstraling. Het budget beloopt 74 miljoen euro per jaar, er werken meer dan 600 mensen en er komen meer dan 3500 bezoekende wetenschappers ieder jaar.
De ESRF maakt deel uit van het “Polygone Scientifique”, een gebied op 1,5 kilometer van het centrum van Grenoble, bij de rivieren Drac en Isère. Tot deze 'Polygone' behoren ook het Institut Laue-Langevin (ILL) en het European Molecular Biology Laboratory (EMBL). De Franse wetenschappelijke organisatie CNRS heeft er ook een vestiging.
Onderzoek in de ESRF richt zich voornamelijk op het gebruik van röntgenstraling voor onderzoek van materialen en moleculen. Dit bestrijkt een spectrum van eiwitkristallografie, tot materiaalkunde, tot fundamentele fysica. Dit soort instanties bieden onderzoekers een energiebereik en een nauwkeurigheid die onbereikbaar is voor de “gewone” laboratoria.

## Het synchrotron
De ESRF bestaat uit twee hoofdgebouwen: de experimentenhal, met het 844 meter lange ringvormige synchrotron met daarin 40 beamlines voor de verschillende experimenten, en een blok van laboratoria, voorbereidingskamers en kantoorgebouwen, die allemaal verbonden zijn aan de ring door een voetgangersbrug. De lineaire elektronenversneller en de kleinere "booster"-ring die de elektronen naar de juiste energie (6 GeV per elektron) brengt, zijn binnenin de grote ring gebouwd. Er worden fietsen gebruikt voor werk binnenin de ring. De beamlines lopen niet aan een stuk door, dus het is niet mogelijk om door de hele ring te fietsen.